# Oppia nitens
Oppia nitens är en kvalsterart som beskrevs av Koch 1836. Oppia nitens ingår i släktet Oppia och familjen Oppiidae.

## Underarter
Arten delas in i följande underarter:
- O. n. nitens
- O. n. brachytrichinus